# 滋野井実国
滋野井 実国（しげのい さねくに）は、平安時代末期の公卿・歌人。藤原実国とも。内大臣・三条公教の次男。官位は正二位・権大納言。三条大納言と号す。滋野井家の祖。

## 経歴
久安3年（1147年）従五位下に叙爵。仁平2年（1152年）従五位上・左兵衛佐に叙任。同年中に正五位下に陞叙。
久寿2年（1155年）右近衛少将に任ぜられ、保元年間に従四位下から正四位下まで進む。右近衛中将、蔵人頭を歴任し、永暦元年（1160年）但馬権守を経て参議に任ぜられ公卿に列す。播磨権守を経て、応保2年（1162年）従三位、長寛3年（1165年）権中納言に任ぜられる。左兵衛督、左衛門督などを歴任し、正二位・権大納言に至る。
寿永元年（1182年）末の母の死を追うように寿永2年（1183年）正月2日に薨去した。享年44。笛、神楽に秀で高倉天皇の笛の師でもある。また歌人として永万2年（1166年）中宮亮重家朝臣家歌合、嘉応2年（1170年）の建春門院北面歌合、治承2年（1178年）別雷社歌合などに出詠。嘉応2年（1170年）自邸で歌合を行った。家集に『実国集』がある。また、『千載和歌集』に入首している。

## 官歴
- 久安3年（1147年）正月5日：従五位下（統子内親王御給）[1]
- 仁平2年（1152年）正月3日：従五位上（朝覲行幸。章子内親王）　正月24日：左兵衛佐　3月8日：正五位下（院別当公教卿譲）
- 久寿2年（1155年）4月14日：右近衛少将
- 保元元年（1156年）閏9月14日：従四位下（府）
- 保元2年（1157年）10月22日：従四位上（造宮臨時）
- 保元3年（1158年）正月6日：正四位下（臨時）　正月27日：右近衛中将
- 保元4年（1159年）4月6日：蔵人頭
- 永暦元年（1160年）正月21日：但馬権守　4月2日：参議
- 永暦2年（1161年）正月23日：播磨権守
- 応保2年（1162年）2月23日：従三位（日吉行幸行事）
- 長寛3年（1165年）正月23日：権中納言
- 永万2年/仁安元年（1166年）7月15日：左兵衛督　11月14日：正三位（臨時）
- 仁安2年（1167年）2月11日：右衛門督
- 仁安3年（1168年）7月3日：左衛門督　8月10日：中納言
- 嘉応2年12月30日（1171年2月6日）：権大納言
- 嘉応3年（1171年）正月2日：帯剣
- 承安2年（1172年）3月29日：従二位（日吉行幸行事賞）
- 承安5年（1175年）正月4日：正二位（天皇行幸上皇御所御笛師賞。御遊座直被仰之）
- 治承4年（1180年）2月21日：院別当

## 系譜
- 父：三条公教
- 母：家女房（?-1182）
- 妻：藤原家成の娘（?-1173?[2]）
  - 長男：滋野井公時（1157-1220）
- 妻：源雅綱の娘
  - 次男：藤原公清（1166-1228）
- 生母不明の子女
  - 男子：賢忍
  - 男子：公全（1172-1225）
  - 女子：粟田口忠良室
- 養子
  - 男子：藤原公佐 - 藤原成親の子